# 长旨站
長旨站（：／ Jangji yeok */?）是首都圈電鐵8號線沿線的一座地下車站，位於韓國首爾特別市松坡區長旨洞。

## 車站結構
站體為2面2線側式月台的地下車站，候車月台設有月台幕門，並有4處出口。

### 月台配置
| 文井 ↑ |
| \| 上  |
| ↓ 福井 |

| 月台 | 路線           | 目的地                                   |
| ---- | -------------- | ---------------------------------------- |
| 上行 | ●首爾地鐵8號線 | 可樂市場、石村、蠶室、江東區廳、別內方向 |
| 下行 | ●首爾地鐵8號線 | 福井、山城、丹岱五岔路口、牡丹方向       |

## 歷史
- 1996年11月23日：落成啟用。

## 車站周邊
- Garden 5商場（朝鲜语：가든파이브）
  - E-mart Garden 5店
  - 松坡CGV
  - NC百貨公司（朝鲜语：NC백화점）松坡店
  - Kim's Club超市（朝鲜语：킴스클럽）松坡店
- 文賢高校
- 韓國育英學校
- 韓林演藝藝術高等學校
- 首爾複合物流園區
- 慰禮新都市（朝鲜语：위례신도시）
- 以马内利首爾教會

## 圖片

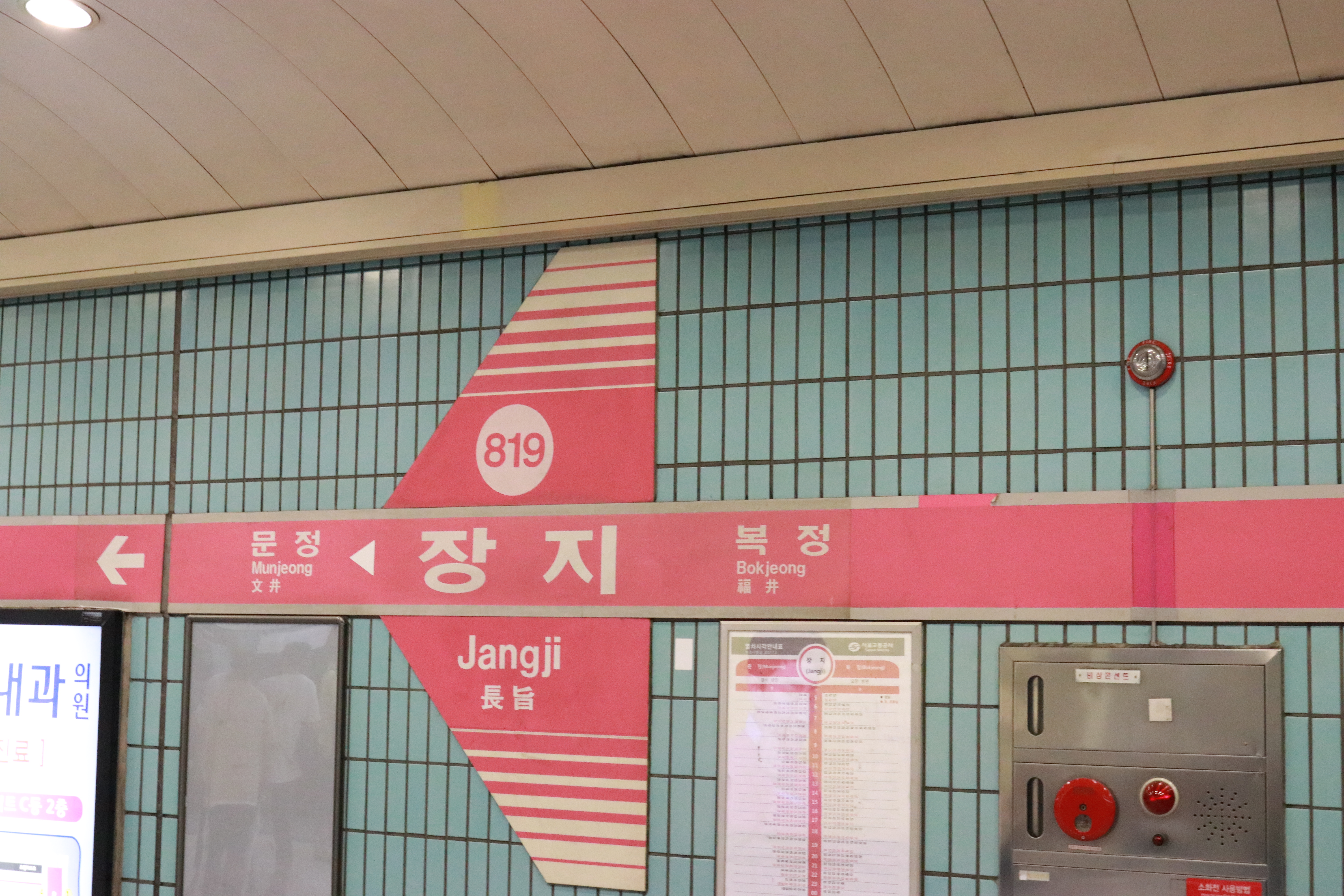
站名牌
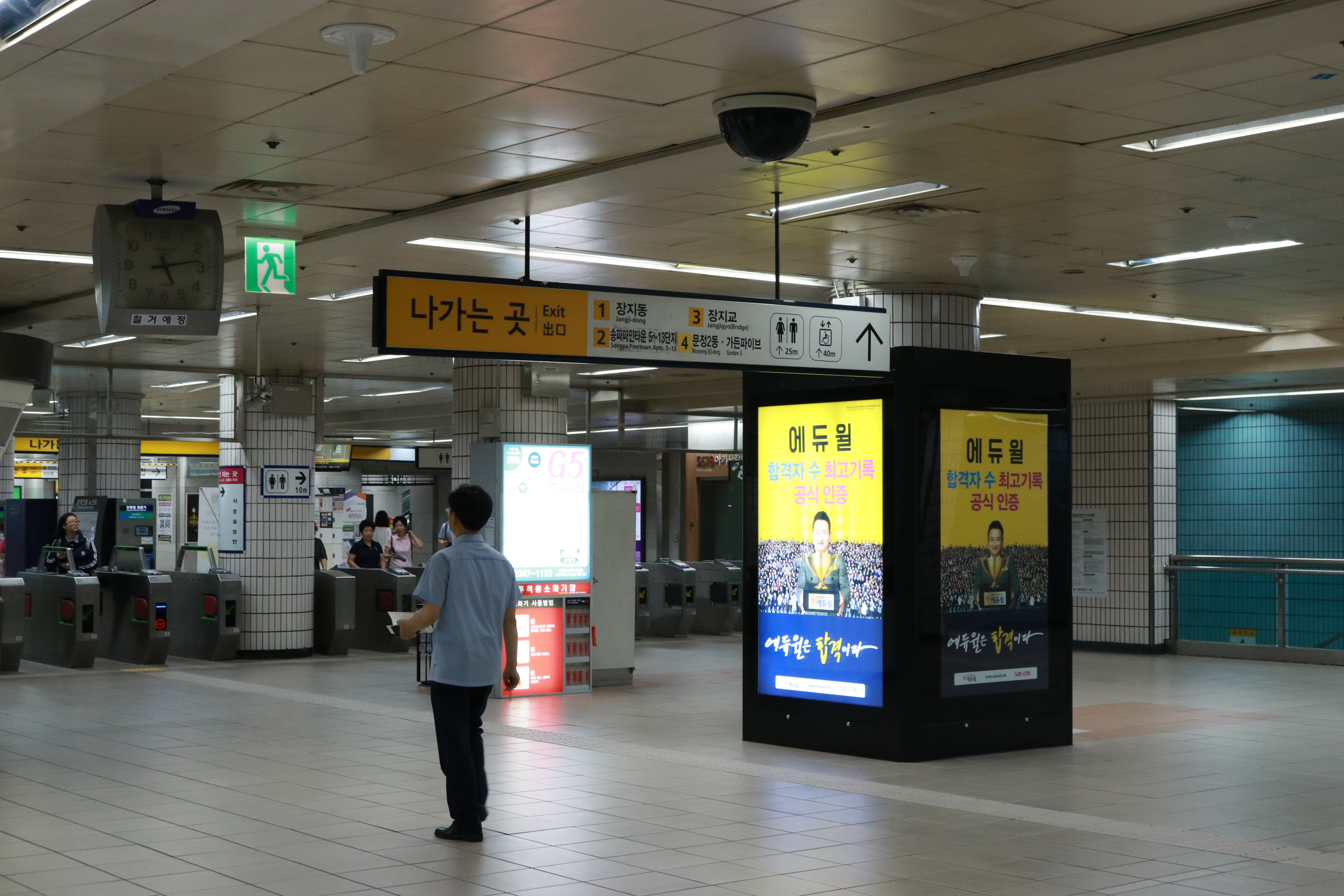
車站大廳
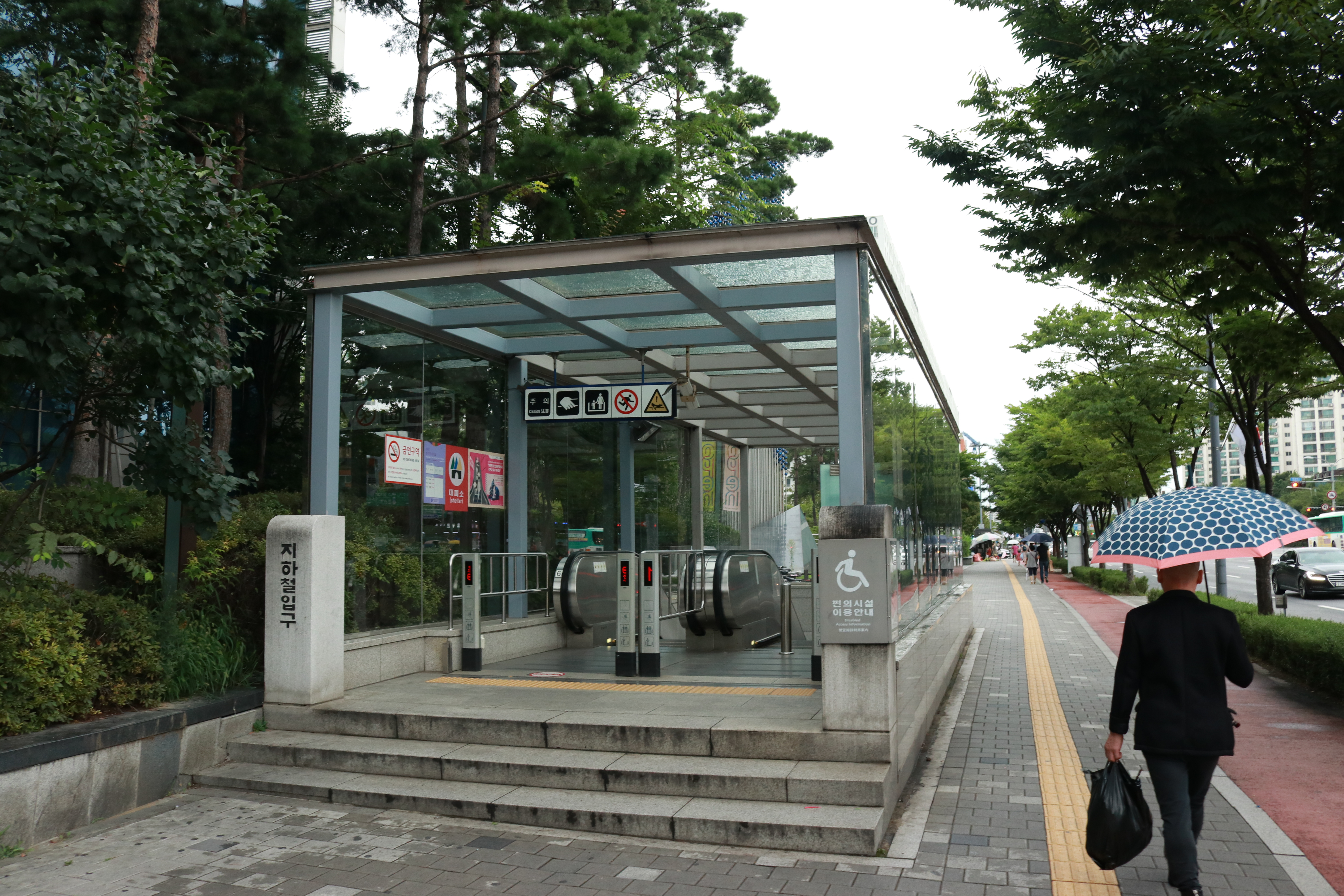
1號出口

## 相鄰車站
首爾交通公社
●首爾地鐵8號線
文井（818）－長旨（819）－福井（820）